# Верховный жрец Атона

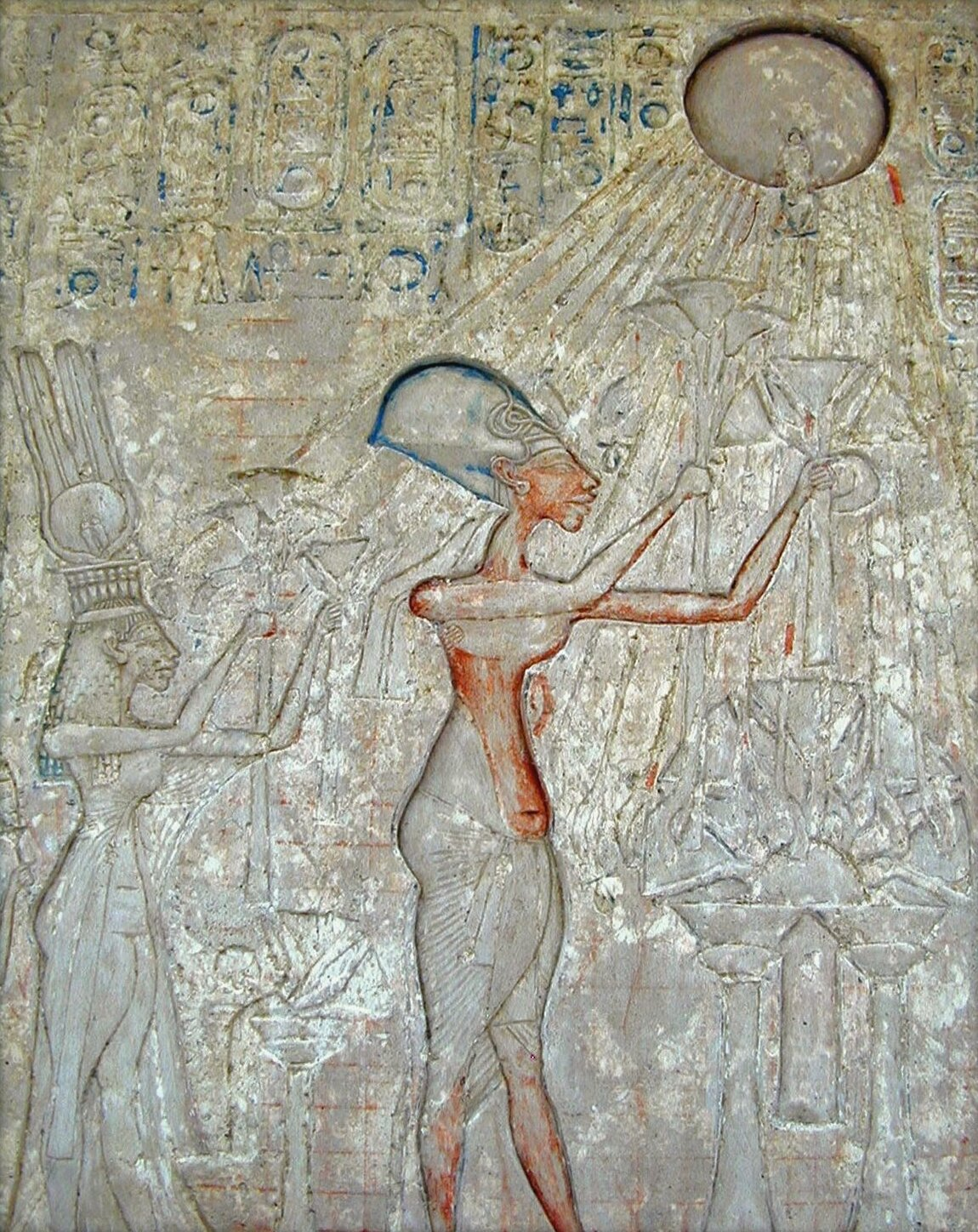
Эхнатон и Нефертити поклоняются Атону

Верховный жрец Атона («Великий (среди) видящих солнечный диск Атона в доме Атона в Ахетатоне») — высшая древнеегипетская жреческая должность в культе Атона (атонизме) амарнского периода.

## Должность
Должность как и само верховенство культа Атона введены фараоном Аменхотепом IV (Эхнатоном). На 3-м или 4-м году правления он принял звание Верховного жреца Атона, которое первоначально звучало как «Слуга божий первый Ра-Хар-Атха, ликующего в небосклоне в имени своем как Шу, который есть Атон», затем трансформировалось в «Великий (среди) видящих Ра-Хар-Ахта, ликующего в небосклоне в имени своем как Шу, который есть Атон, в доме Атона в Оне Верховья (то есть в Фивах)».
После переноса столицы в Ахетатон здесь также разместилась резиденция Верховного жреца Атона.
Верховный жрец кроме религиозных функций также исполнял ряд административных полномочий, поскольку возглавлял храмовое хозяйство Атона. В непосредственном подчинении верховного жреца находилось минимум четыре первых жреца Атона («Прислужники первые Атона в доме Атона в Ахетаноне»), управлявшие отдельными отраслями храмового хозяйства Атона либо территориальными частями его.
Кроме должности Верховного жреца Атона в Ахетатоне существовала подчинённая ей северная должность Верховного жреца Атона в Иуну (Гелиополе), полностью называвшаяся «Великий (среди) видящих солнечный диск Атона в доме (храме) Солнца (Ра) в Иуну». Очевидно северный верховный жрец Атона под началом ахетатонского верховного жреца руководил отправлением культа Атона в Нижнем Египте. Его полномочия по управлению храмовым хозяйством были гораздо меньшими, так как и здесь оно управлялось первыми жрецами ахетатонского храма Атона. Известно, что в правление Эхнатона верховным жрецом Атона в Иуну (Гелиополе) был жрец П-вох.

## Представители
Первым Верховным жрецом Атона стал сам фараон Эхнатон. На 4-м году своего правления (ок. 1347 год до н. э.) он, поняв, что физически уже не может эффективно совмещать в своих руках высшие государственные и религиозные функции, передал полномочия «Верховного жреца Атона в Ахетатоне» своему ближайшему соратнику вельможе Мерира I. Согласно сохранившимся надписям, он оставался в этой должности минимум до 16 года правления Эхнатона (ок. 1335 год до н. э.), а также видимо в 1-й год правления первого преемника Эхнатона (ок. 1333 год до н. э.).
«Первыми прислужниками Атона в доме Атона в Ахетатоне» были Пенту и Панехси.

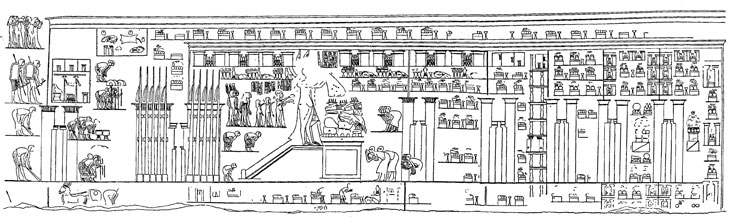
Изображение храма Атона в амарнской гробнице (№ 6) Панехси (жрец)